# ヴィッキイ・バウム
ヴィッキイ・バウム（Vicki Baum, 1888年1月24日 - 1960年8月29日）は、オーストリアの作家。バウムの作品を原作とした映画『グランド・ホテル』（1932年）がアカデミー賞最優秀作品賞を獲得し、世界的な注目を集め、その後、米国で著作活動を続け、10以上の作品がハリウッドで映画化された。

## 人物・来歴

### 幼少期～編集者時代
1888年、ヴィキー・バウムはウィーンのユダヤ人一家に生まれた。バウムは、ブルジョワ的な環境のなかで幼少期を過ごし、8歳でハープを習い始め、およそ6年間、ハープ奏者としての専門的な教育を受けた。また、10代の頃には、すでに趣味で小説を書き始めていた。
1914年にジャーナリストと結婚するも、すぐに破局。しかし、この結婚をきっかけとして、バウムは、ウィーンの文学界に導かれることになり、やがて著作を発表し始めるようになる。離婚後、バウムはドイツに出向き、3年の間、オーケストラのハープ奏者をつとめるとともにダルムシュタットの音楽教師として働いた。また、第一次世界大戦の間には看護士としても働いた。また、1916年には、幼なじみであった指揮者のリチャード・ラートと再婚している。
やがて、バウムはハープ奏者としてのキャリアをあきらめ、夫に従って各地を転々するようになる。そして、1926年にベルリンに落ち着くと、出版社の雑誌編集者として働き始めるようになった。当時のバウムの小説は正確な描写を持って当時の時事問題を題材としたものが多く、また明るく都会的なスクリプトが特徴的であった。

### 『グランド・ホテル』の成功
1929年、ついに、バウムの文学的な飛躍をみせた小説『ホテルの人びと（Menschen im Hotel）』が発表された。バウムは、この小説の材料を集めるために、約6週間、ベルリンの二つのホテルでメイドとして働いていた。
彼女は、同年に、この作品を戯曲化しており、この戯曲が大きな反響を呼び、さらにはウィリアム・ドレイクによる英語版(1930)、映画『グランド・ホテル』(1932)が大々的な成功を得た。そして同作品はアカデミー賞最優秀作品賞に選ばれ、バウムの世界的な名声が確立することとなった。

### 米国への移住
ドイツにおいてナチズムの影響力が高まるなかで、バウムは1931年に編集者の仕事を辞め、1932年にバウムは家族とともに米国に移住し、ハリウッド映画の原作など著作業に専念するようになる（なお、第三帝国時代にバウムの作品は発禁処分となった）。1941年の『船と岸（The Ship and the Shore）』に始まって、その後の作品のすべては英語で書かれ、およそ2、3年おきに、小説を発表し続けた。
また、バウムは、1935年にバリ島のヴァルター・シュピースのもとに滞在し、1906年のバドゥン王国での対オランダ戦争とププタンを描いた『バリ島物語』（1937年）を発表してもいる。
1960年8月29日、白血病に冒されていたバウムは、ロサンゼルスにて、その生涯を終えた。バウムは、その畢生の仕事のなかで50以上の作品を著し、そのうち10以上の作品がハリウッド映画化されている。

## 評価
ヴィキー・バウムは近代における初のベストセラー作家の一人と考えられており、さらにバウムの著作は現代主流文学の最初の例の一つであるとされてもいる。また、バウムの没後の1964年には、伝記『It Was All Quite Different』が出版されている。

## 主な作品
- FRÜHE SCATTEN, 1919
- SCHLOSSTHEATER, 1920

(novelettes: Schlosstheater; Der kleine Page; Kavalier; Abend in Zelesz; Die Bank; Fräulein Chrysander; Das Postamt und der Schmetterling; Ritornell; Die blinden Spielleute; Der Knabe und die Tänzerin; Die Ciacconne; Das Souper; Der Klavierspieler; Aus den Memoiren des Hundes Bluff; Die Perlen)
- DER EINGANG ZUR BÜHNE, 1920 - Once in Vienna, The Stage Door
- DIE TÄNZE DER INA RAFFAY, 1921
- WELT OHNE SÜNDE, 1922
- DIE ANDERN TAGE, 1922

(novelettes: Raffael Gutmann; Das Joch(「赤い針峰」(近藤等訳, 朋文堂, 1959年)); Hunger; Das Wunder; Der letzte Tag)
- BUBENREISE, 1923
- ULLE, DER ZWERG, 1924
- DAS CHRISTSTERNLEIN, 1924
- DER WEG, 1924
- TANZPAUSE, 1926
- FEME, 1926
- MINIATUREN, 1926
- HELL IN FAUENSEE, 1927 - Uimaopettaja Urban Hell

（岡田真吉訳）『乙女の湖』（西東書林、1935年; コバルト社、1946年; 三笠書房、1955年）
（植田敏郎訳）『乙女の湖』（東京創元社、1956年）
『乙女の湖』(Lac aux dames, 1934)（映画）
- MENSCHEN IM HOTEL, 1929 - Grand Hotel

（新居格訳）『グランドホテル』（創建社、1932年）
（牧逸馬訳）『グランド・ホテル』（中央公論社、1932年）
（伊藤尚志訳）『グランド・ホテル』（早川書房、1951年; 創元社創元文庫、1953年）
『グランド・ホテル』(Grand Hotel, 1932)（映画）
- STUD. CHEM. HELENE WILLFÜER, 1929 - Naisylioppilas

『美しき青春』(Hélène, 1936)（映画）
- ZWISHENFALL IN LOHWINKEL, 1930 - ... AND LIFE GOES ON

（塩谷太郎訳）『昨日も明日も』（昭森社、1942年）
（塩谷太郎訳）『幸福の影』（早川書房、1951年）
- PARIZER PLATZ 13, 1931
- LEBEN OHNE GEHEIMNIS, 1932
- VON SECHS BIS SECHS, 1933 - Retour à l'aube

『暁に歸る』(Retour à l'aube, 1938)（映画）
- DIVINE DRUDGE, 1933
- JAPE IM WARENHAUS, 1935
- DAS GROSSE EINMALEINS, 1935 - MEN NEVER KNOW

（福田實訳）『男にはわからない』（ジープ社、1951年）
（福田實訳）『ガラスの城』（三笠書房、1953年）
（遠藤慎吾訳）『ガラスの城』（早川書房、1953年）
（蕗沢忠枝訳）『ガラスの城』（角川文庫、1960年）
『ガラスの城』(Le château de verre, 1950)（映画）
- DIE KARRIERE DER DORIS HART, 1936
- DER GROSSE AUSVERKAUF, 1937 - Suuri alennusmyynti
- LIEBE UND TOD AUF BALI, 1937 - Tale of Bali

（金窪勝郎訳）『バリ島物語』（興風館、1942年; 筑摩書房、1997年）
- HOTEL SHANGHAI, 1939 - Shanghai '37

（葦田坦訳）『上海ホテル』（改造社、1939年）
（山崎晴一訳）『上海ホテル 第一部 人間』（新人社、1950年）
- DIE GROSSE PAUSE, 1941 - Grand Opera
- THE SHIP AND THE SHORE, 1941
- MARION ALIVE, 1942 - Marion lebt
- DAS WEINENDE LAND, 1943
- HOTEL BERLIN '43, 1944 - HIER STAND EIN HOTEL
- THE WEAPING WOOD, 1943 - KAUTSCHUK
- BEYOND THIS JOURNEY, 1944 - SCHIKSALSFLUG, Kohtalonlento''
- MORTGAGE ON LIFE, 1946 - VERPFÄNDETES LEBEN
- HEADLESS ANGEL, 1948 - CLARINDA
- DANGER FROM DEER, 1951 - VOR REHEN WIRD GEWARNT
- THE MUSTARD SEED, 1953 - KRISTALL IM LEHM
- WRITTEN ON WATER, 1956 - TIBURON, FLUT UND FLAMME
- EINZAMER WEG, 1958
- THEME FOR BALLET, 1958 - DIE GOLDENE SCHULE